# Napierśnica ciemna
Napierśnica ciemna (Arcyptera fusca) – euroazjatycki gatunek owada prostoskrzydłego z rodziny szarańczowatych (Acrididae), opisany z Węgier. 
W Europie występuje prawie wyłącznie w górach. Z terenu Polski (z Górnego Śląska) był wykazywany w XIX wieku. Obecne jego występowanie w Polsce nie zostało potwierdzone.
Osiąga długość do 40 mm. Ubarwienie ciemnooliwkowe, z czarno-żółtym rysunkiem. Przy masowych wystąpieniach staje się szkodnikiem pól, sadów i lasów.